# Plantago afra
Plantain pucier
Espèce
Classification phylogénétique
Plantago afra est une plante herbacée de la famille des Plantaginaceae, croissant dans les régions sèches du bassin méditerranéen et d'Asie occidentale. Elle est cultivée pour sa graine utilisée pour ses propriétés laxatives ou adoucissantes.
Elle a reçu de nombreux noms en français : plantain pucier ou plantain psyllium, herbe aux puces, plantain brun, plantain noir, dit « de Provence », et plantain d'Afrique. 
D'un changement dans la classification des espèces du genre Plantago effectué par Carl Linné entre la première édition de 1753 et la deuxième édition de 1762 de Species Plantarum, est résultée une extrême confusion dans la nomenclature botanique, qui a depuis été sujette à des remaniements déstabilisants.  Il n'est pas étonnant que la situation ne soit guère meilleure dans la langue commune ou dans les langues de spécialité comme celle de la pharmacognosie.
En français, le terme « psyllium » est de plus en plus utilisé seul aujourd'hui — du fait de son usage courant en anglais — pour qualifier le Plantain des Indes ou ispaghul (Plantago ovata, Forssk.), dit « psyllium blond » par opposition au plantain brun. 
Toutefois la première description du Plantago afra remonte au pharmacologue grec Dioscoride qui l'appelait psyllion. Ce savoir s'est transmis pendant tout le Moyen Âge, à travers la traduction latine de l’œuvre de Dioscoride, Materia medica. Conformément à cette histoire  des phytonymes prélinnéens, la pharmacopée française distingue nettement le « psyllium » (Plantago afra L.) de l'« ispaghul » (Plantago ovata Forssk.). 
Cette norme n'ayant pas su s'imposer face à l'avancée de l'anglicisation du français, il est possible de lever les ambiguïtés en qualifiant le « psyllium » de :
- psyllium de Provence, Plantago afra L., le plantain pucier, à tige dressée feuillée, aux graines allant du brun clair au brun-noir
- psyllium blond, Plantago ovata Forssk., ou ispaghul, aux feuilles en rosette basale et aux graines beiges.

## Étymologie
Le nom de genre Plantago vient du latin planta, « plante des pieds » et ago, agere « je pousse », en raison de la forme des feuilles de certaines espèces qui évoquent la plante des pieds.
L'épithète spécifique afra (ou afer ou africanus) signifie « Afrique », épithète donné par Linné qui situait l'espèce en Sicile et Barbarie.
Le terme psyllium vient du grec ancien psylla ψυλλα « puce » par allusion à la forme et la couleur des graines.

## Nomenclature
Pour la deuxième édition de Species plantarum en 1762, Carl Linné a complètement refondu sa description des espèces du genre Plantago donnée en 1753. Il a regroupé les plantains à tiges ramifiées (caule ramoso) ainsi : Plantago psyllium, P. indica, P. cynops, P. afra et donné de nouvelles diagnoses des espèces. Dans cette édition, P. cynops  L. 1762 et P. indica  L. 1762 reçoivent partiellement des caractères de P. psyllium L. 1753 (feuilles entières) et la nouvelle espèce P. afra 1762 reçoit certains caractères de P. cynops L. 1753 (capitule aphylle). Il en résulta une telle confusion jusqu'à l'époque actuelle, que les botanistes ont cherché une issue en excluant certains noms,.
Seul actuellement P. afra est un nom accepté, les autres sont rejetés ou ont été proposées pour être rejetés.
Le genre Plantago a ensuite été divisé en deux sous-genres : 
- subg. Plantago, à feuilles alternes
- subg. Psyllium, à feuilles opposées

## Histoire prélinnéene du plantain pucier

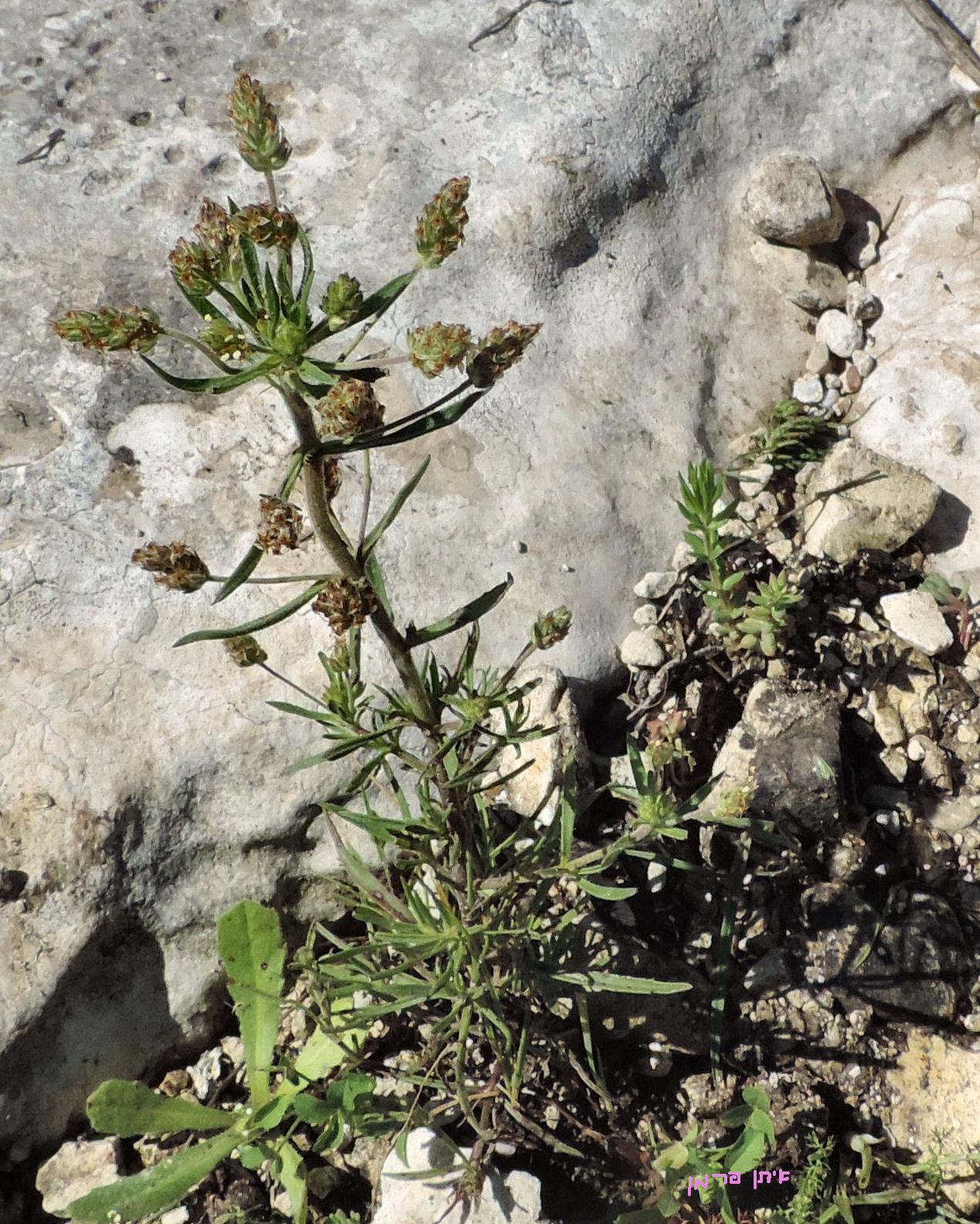
Plantago afra (Israël)

Le pharmacologue grec Dioscoride (Ier siècle) consacre la section IV, 69, de sa Materia medica au psyllion ψυλλιον « herbe aux puces ». Il indique « Ses feuilles sont semblables à celles du plantain corne de cerf, il est rêche, il a des ramifications d'un empan. C'est une petite plante herbacée. Ses feuilles commencent au milieu de la tige. En haut, il y a deux à trois petites têtes compactes qui contiennent les graines semblables à des puces, noires et dures ». L'indication d'une tige feuillée (plutôt que des feuilles en rosette, comme pour P. ovata) et de la couleur noire des graines, incline à interpréter le psyllion comme le Plantago afra, L. 1762.
Au XVIIIe siècle, lorsque Linné créa la nomenclature botanique moderne, il puisa dans les phytonymes gréco-latins. Il créa deux espèces distinctes: Plantago afra et P. psyllium. Avec le progrès des identifications, les botanistes considèrent d'abord P. psyllium comme un synonyme de P. afra, puis rejetèrent le terme P. psyllium. L'histoire de l'identification botanique des phytonymes montre ainsi qu'il faut se méfier des étymologies.
Dioscoride indique ensuite des propriétés thérapeutiques qui feront référence jusqu'à l'époque moderne : « Il est de nature rafraîchissante. Appliqué comme onguent avec des roses, du vinaigre et de l'eau, il est bon pour les maladies articulaires, les tumeurs de la glande parotide, les gonflements, enflures, entorses et maux de tête... ». Dioscoride ne mentionne pas les vertus laxatives du psyllion mais indique seulement que c'est une substance froide servant à combattre les maladies chaudes (les inflammations).
L'encyclopédiste romain, Pline (23-79) en donne une description plus approximative, dans son Histoire naturelle, XXV, 140. Mais il lui donne le nom grec de psyllion et lui attribue « de forte vertu réfrigérante et résolutive. On emploie sa graine dans les maux de tête, on l'applique sur le front et les tempes dans du vinaigre et de l'huile de rosat ou de la posca; pour le reste, on la donne en liniment... ».
Pendant tout le Moyen Âge, l'Europe occidentale a eu accès au texte de la grande encyclopédie pharmaceutique de Dioscoride, Περὶ ὕλης ἰατρικῆς, Peri hulês iatrikês, à travers les copies manuscrites de sa traduction latine : De materia medica, à l'exception de l'Italie du Sud, hellénophone, et de l'Espagne musulmane, arabophone. 

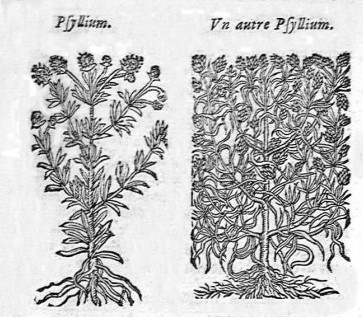
Illustration de Psyllium dans les commentaires de Mattioli

Au XIIe siècle, le plantain psyllium, fait partie des plantes utilisées par Hildegarde de Bingen. Elle le nomme psillio et indique « Le plantain est de nature froide »  conformément à la tradition, mais elle décrit des usages différents « Si on fait cuire du plantain dans du vin et que l'on boit ce vin encore chaud, le remède fait disparaître les fortes fièvres... » (Le livre des subtilités). Hildegarde reste fidèle à la pensée grecque antique, la nature froide du psillio sert à combattre tous les maux s'exprimant par le chaud : les fortes fièvres, les brûlures d'estomac et les sensations d'oppression.
Le XVIe siècle, est l'époque de quelques innovations méthodologiques importantes en botanique, avec les premiers jardins botaniques, les premiers herbiers et les premières illustrations réalistes de plantes. Toutefois la référence à l'autorité de De materia medica de Dioscoride reste de mise grâce au travail de Mattioli qui publie en 1544, le Commentarii in libros sex Pedacii Dioscoridis, orné de 500 gravures.  Ainsi, on y trouve une illustration du psyllium assez réaliste.
Le nom et le savoir antique sur la psyllium (renvoyant vraisemblablement à Plantago afra), se sont donc transmis jusqu'à l'époque moderne.

## Synonymes
Selon The Plant List, Plantago afra L. est le nom accepté avec la publication originale Species Plantarum ed2, 168, 1762. Il a pour synonymes :
- Plantago cynops L.
- Plantago parviflora Desf.
- Plantago afra var parviflora (Desf.) Lawalle

La dénomination Plantago psyllium L. (1762), non L. (1753) n'est plus synonyme de Plantago afra. Linné a modifié sa description, ce qui fait que l'espèce de 1762 est en fait Plantago arenaria Waldst. & Kit. 
Plantago psyllium L. (1753) est aujourd'hui un nomen utique rejiciendum (Applequist, 2006). Il ne doit donc pas être utilisé.

## Description

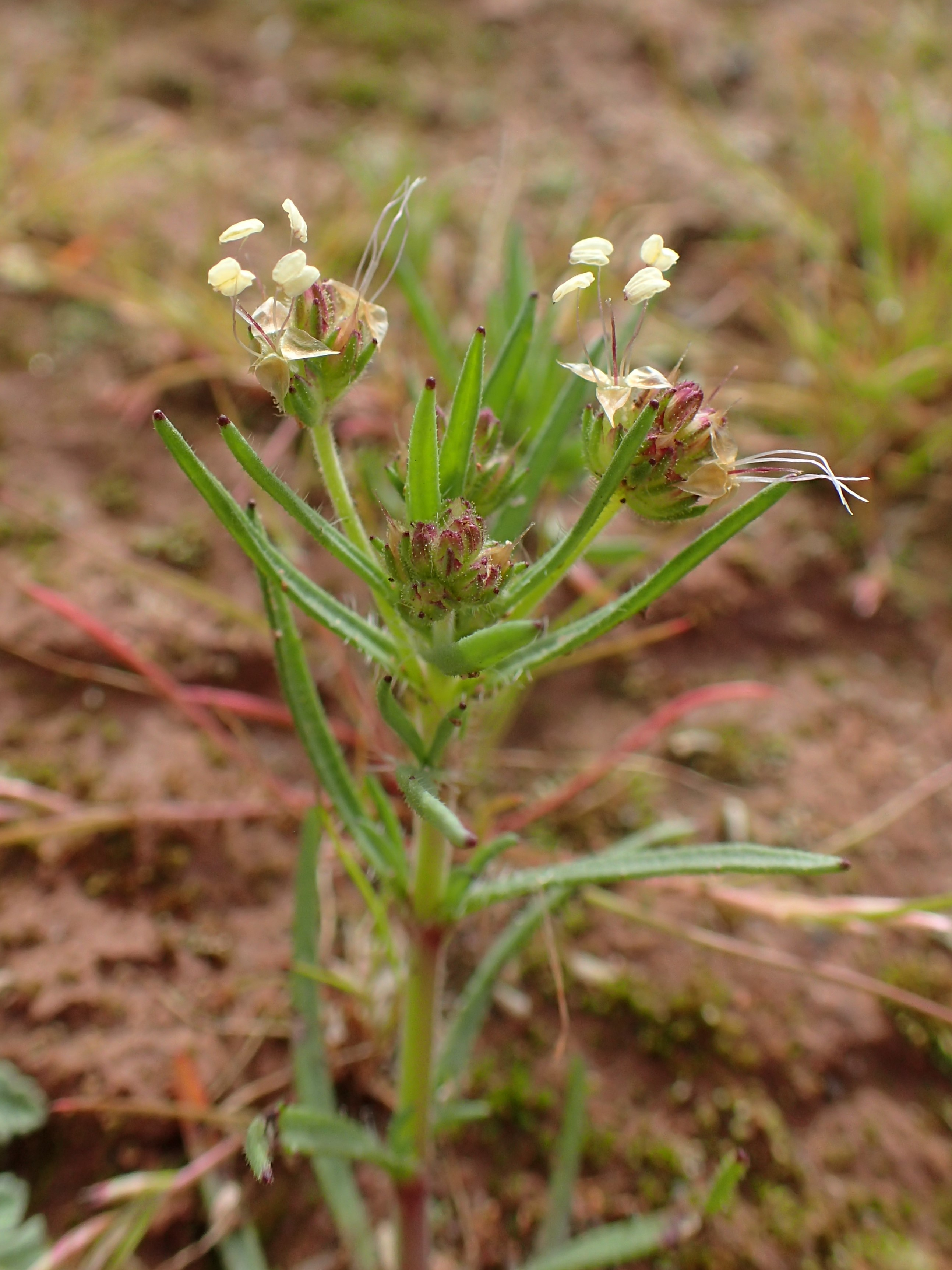
Fleurs à 4 pétales et 4 étamines de Plantago afra

Plantago afra est une plante annuelle thérophyte, de 10 à 40 cm de hauteur, pubescente, à tige feuillée dressée, parfois ramifiée dans la partie supérieure, ligneuse à la base, en buisson, glanduleuse dans sa partie supérieure.
Les feuilles opposées, fasciculées sont linéaires, de 2 à 6 cm de long et 1,5 à 3 mm de large, entière avec parfois quelques dents, en alêne, couvertes de poils longs ou courts et glanduleux.
Les fleurs sont groupées en épis axillaires, sur un pédoncule de 3-6 cm de long. L'épi est de forme elliptique à cylindrique de 8-12 mm. Les bractées sont légèrement concaves, ovales-lancéolées aiguës, non foliacées, à longues pointe herbacée, les supérieures brusquement mucronées. Les 4 sépales de 3-4 mm sont égaux, lancéolés ou elliptiques-lancéolés aigus. La corolle est blanchâtre, à tube de 4 mm de long, ridé en travers, à 4 lobes acuminés, entourant 4 étamines.
La floraison a lieu en mai-août (en Crète de février à mai).
Le fruit est une capsule contenant 2 graines ovales, brun rougeâtre, de 2-3 mm de long, brunes, canaliculées à la face interne.

## Écologie

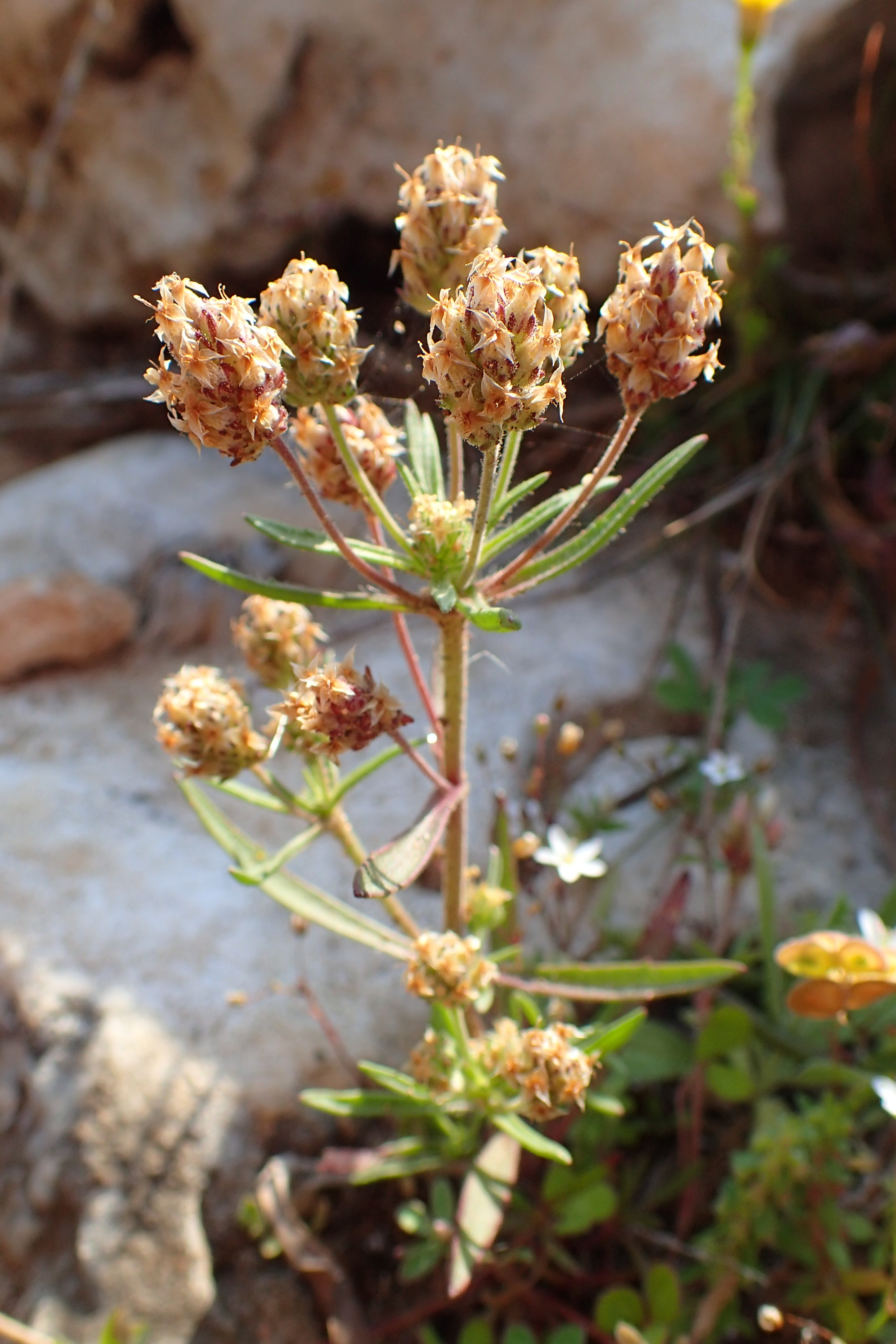
Épis de Plantago afra

L'espèce Plantago afra est distribuée dans les régions sablonneuses ou pierreuses du bassin méditerranéen et d'Asie occidentale (Proche-Orient, Moyen-Orient, Afghanistan et Pakistan),. En France, on la trouve dans tout le Midi, jusque dans le Lot, la Côte-d'Or, et le Jura. Elle est assez commune en région méditerranéenne.
Cette espèce héliophile, thermophile et xérophile, pousse dans les lieux secs, sablonneux et pierreux.
Elle est cultivée en Provence, en Espagne et au Maroc.

## Usages
Comme le Plantain intermédiaire, les feuilles jeunes du plantain pucier se mangent en salade. En raison de l'important contenu en mucilage, on l'utilise en cosmétique pour faire des masques adoucissants. Ce sont les graines qui sont très riches en mucilage et qui sont utilisées dans la pharmacopée.

### Les graines
La graine de P. afra est lisse, luisante, elliptique, élargie à une extrémité, d'une couleur allant du brun clair au brun-noir.
Les graines du plantain psyllium (P. afra) contiennent 10-12 % de mucilage. Ce sont des polysaccharides dont l'hydrolyse fournit du D-xylose (70 %), de acide galacturonique, du L-arabinose (10 %), D-galactose et du rhamnose. Celles de l'ispaghul (P. ovata) en contiennent plus du double (25-30 %).
Les graines renferment 5 à 10 % de lipides à acides gras insaturés, des stérols, des protéines (15-18 %), de l'aucuboside (un iridoïde), et des glucides (plantéose, polysaccharides).
Étant donné la composition semblable du psyllium et de l'ispaghul on peut supposer que le mode d'action soit proche (voir l'article ispaghul). Mais sachant que les polysaccharides du mucilage sont les substances actives et qu'ils ont une plus forte teneur dans l'ispaghul, on peut supposer que les vertus de P. afra sont moins exprimées que celles de P. ovata.

### Pharmacopée
D'après le Rapport d'évaluation de l'European Medicines Agency : les études cliniques (et non cliniques) n'identifient généralement pas de manière précise l'espèce de plantain utilisé. Le terme de psyllium utilisé (en anglais) ne permet pas de savoir si on a affaire à la graine (ou son tégument) d'ispaghul (P. ovata) ou de pucier (P. afra). 
La graine P. afra comme celle d'ispaghul, est classée en France, dans la catégorie des « laxatifs à effet de lest ». Leur effet purement mécanique, repose sur les macromolécules polysaccharides du mucilage, très peu fermentescibles mais capables d'absorber un grand volume d'eau. Il se forme alors au niveau du côlon, un gel volumineux qui augmente la masse, le degré d'humidité et l'acidité du bol fécal, qui stimule le péristaltisme et facilite et l'élimination par défécation.
- Usages :  laxatif, émollient, diminution de l’absorption du cholestérol contenu dans les aliments, régulation de la glycémie pour les diabétiques, diminution de l'inflammation du côlon irritable[22] (fibres douces), diminution du cholestérol total et du cholestérol LDL pour les patients hypercholestérolémiques[23]. La prise des graines de psyllium doit s'accompagner de l'ingestion de liquide (150 ml pour 5 g de graines).
- La graine et le tégument de la graine, après hydratation (par jour : 20 g dans 200 ml d'eau pendant quelques heures) peuvent être utilisés traditionnellement pour soigner les irritations cutanées et rougeurs aux paupières et pour faciliter le transit.